# (44216) Olivercabasa
(44216) Olivercabasa (1998 PH) – planetoida z pasa głównego asteroid okrążająca Słońce w ciągu 4,3 lat w średniej odległości 2,64 j.a. Odkryta 4 sierpnia 1998 roku.